# Trofeo Moschini 1940
Il Trofeo Moschini 1940, undicesima edizione della corsa, si svolse il 14 luglio 1940 su un percorso di 232,3 km con partenza e arrivo a Mantova. Fu vinto dall'italiano Adolfo Leoni, che completò la prova in 7h10'00" precedendo in volata i connazionali Gino Bartali e Pietro Rimoldi. Conclusero la prova, riservata a professionisti e indipendenti, 24 dei 48 ciclisti al via.
Quarta delle sette prove del Campionato italiano 1940, fu organizzato da La Mantova Sportiva.

## Percorso
La corsa prese il via da Mantova avviandosi verso il Lago di Garda con transito da Goito e Volta Mantovana; da Torri del Benaco si affrontò la salita di San Zeno di Montagna, si discese nella valle d'Adige a Domegliara e da qui, via Verona (km 145), San Michele Extra e San Martino Buon Albergo, si attaccarono le rampe dell'ascesa verso Castagnè (inserita in sostituzione della salita di Breonio, esclusa dal percorso per impraticabilità del fondo stradale). Dopo lo scollinamento si discese via Montorio per affrontare la breve salita delle Torricelle, poco fuori Verona; dal capoluogo scaligero gli ultimi 40 km pianeggianti, con passaggio da Villafranca e Castiglione Mantovano, portarono i ciclisti al traguardo posto, dopo 232,3 km dal via, sulla pista in cemento dello Stadio Settimio Leoni di Mantova.

## Ordine d'arrivo (Top 10)
| Pos. | Corridore            | Squadra   | Tempo    |
| ---- | -------------------- | --------- | -------- |
| 1    | Adolfo Leoni         | Bianchi   | 7h10'00" |
| 2    | Gino Bartali         | Legnano   | s.t.     |
| 3    | Pietro Rimoldi       | Olympia   | s.t.     |
| 4    | Fausto Coppi         | Legnano   | s.t.     |
| 5    | Mario Vicini         | Bianchi   | s.t.     |
| 6    | Cesare Del Cancia    | Viscontea | s.t.     |
| 7    | Giovanni De Stefanis | Gerbi     | s.t.     |
| 8    | Walter Generati      | Gloria    | s.t.     |
| 9    | Cino Cinelli         | Bianchi   | a 1'20"  |
| 10   | Mario Ricci          | Legnano   | a 3'10"  |